# Coupe de Hongrie de hockey sur glace
La Coupe de Hongrie de hockey sur glace (en hongrois : Magyar jégkorongkupa) est une compétition de hockey sur glace en Hongrie organisée par la Fédération hongroise de hockey sur glace depuis 1964. 
Jusqu'à la chute du communisme en 1989, la compétition s'appelait "Coupe de la République populaire de Hongrie" (Magyar Népköztársasági Kupa). Elle est habituellement organisée dans un système de matchs à élimination directe mais à cause du nombre peu important d'équipes engagées, il arrive parfois que le format soit un mini-championnat à la fin duquel le club le mieux classé décroche le trophée.

## Palmarès
| Saison    | Date              | Lieu                                                            | Vainqueur                       | Deuxième                  | Score   |
| --------- | ----------------- | --------------------------------------------------------------- | ------------------------------- | ------------------------- | ------- |
| 1963-1964 | 18 mars 1964      | Újpesti Jégcsarnok, Budapest                                    | Budapesti Vörös Meteor          | Újpesti Dózsa             | 3–2     |
| 1964-1965 | 28 mars 1965      | Kisstadion, Budapest                                            | Újpesti Dózsa                   | BVSC                      | 8–2     |
| 1965-1966 | 21 mars 1966      | Kisstadion et Újpesti Jégcsarnok, Budapest                      | Újpesti Dózsa (13)              | Ferencvárosi TC (11)      | T8      |
| 1967-1968 | 16 mars 1968      | Kisstadion, Budapest                                            | Ferencvárosi TC                 | Újpesti Dózsa             | 5–4     |
| 1968-1969 | 2 mars 1969       | Kisstadion, Budapest                                            | Ferencvárosi TC                 | Újpesti Dózsa             | 6–3     |
| 1969-1970 | 30 mars 1970      | Kisstadion, Budapest                                            | Újpesti Dózsa                   | BKV Előre                 | 5–1     |
| 1970-1971 | 8 mars 1971       | Kisstadion, Budapest                                            | Újpesti Dózsa (8)               | Ferencvárosi TC (8)       | T6      |
| 1971-1972 | 5 mars 1972       | Újpesti Jégcsarnok, Budapest                                    | Újpesti Dózsa                   | Ferencvárosi TC           | 4–3     |
| 1973-1974 | 7 novembre 1973   | Kisstadion, Budapest                                            | Ferencvárosi TC (6)             | Újpesti Dózsa (4)         | T4      |
| 1974-1975 | 31 octobre 1974   | Millenáris et Kisstadion, Budapest                              | Ferencvárosi TC (6)             | Budapesti Volán SC (4)    | T4      |
| 1975-1976 | 9 novembre 1975   | Kisstadion, Budapest                                            | Ferencvárosi TC (6)             | Újpesti Dózsa (4)         | T4      |
| 1976-1977 | 7 novembre 1976   | Millenáris, Budapest                                            | Ferencvárosi TC (6)             | BVSC (2)                  | T4      |
| 1977-1978 | 5 novembre 1977   | Millenáris, Budapest                                            | Ferencvárosi TC (5)             | Székesfehérvári Volán (4) | T4      |
| 1978-1979 | 7 novembre 1978   | Újpesti Jégcsarnok, Budapest                                    | Székesfehérvári Volán (4)       | BVSC (4)                  | T4      |
| 1978-1979 | 15 février 1979   | Millenáris et Kisstadion, Budapest                              | Ferencvárosi TC (4)             | Újpesti Dózsa (4)         | T4      |
| 1979-1980 | 24 mars 1980      | Műjégpálya, Székesfehérvár                                      | Ferencvárosi TC (6)             | Újpesti Dózsa (4)         | T4      |
| 1980-1981 | 11 février 1981   | Kisstadion, Budapest                                            | Fóti TSZ SE (6)                 | Székesfehérvári Volán (3) | T4      |
| 1981-1982 | 5 mars 1982       | Műjégpálya, Székesfehérvár                                      | Székesfehérvári Volán (3)       | Ferencvárosi TC (2)       | T3      |
| 1983-1984 | 5 novembre 1983   | Jászberényi Jégpálya, Jászberény                                | Ferencvárosi TC (2)             | Újpesti Dózsa (2)         | T3      |
| 1983-1984 | 29 février 1984   | Jászberényi Jégpálya, Jászberény                                | Székesfehérvári Volán (4)       | Újpesti Dózsa (2)         | T3      |
| 1984-1985 | 16 février 1985   | Jászberényi Jégpálya, Jászberény                                | Újpesti Dózsa (3)               | Ferencvárosi TC (3)       | T3      |
| 1985-1986 | 27 février 1986   | Jászberényi Jégpálya, Jászberény                                | Újpesti Dózsa                   | Ferencvárosi TC           | 5–4     |
| 1987-1988 | 1er novembre 1987 | Műjégpálya, Kazincbarcika                                       | Újpesti Dózsa                   | Alba Volán SC             | 5–2     |
| 1988-1989 | 6 novembre 1988   | Műjégpálya, Kazincbarcika                                       | Ferencvárosi TC                 | Újpesti Dózsa             | 4–3     |
| 1989-1990 | 29 octobre 1989   | Műjégpálya, Kazincbarcika                                       | Újpesti Dózsa                   | Lehel SC                  | 4–4 fus |
| 1990-1991 | 3 mars 1991       | Ifjabb Ocskay Gábor Jégcsarnok, Székesfehérvár                  | Ferencvárosi TC                 | Újpesti TE                | 12–3    |
| 1991-1992 | 6 octobre 1991    | Ifjabb Ocskay Gábor Jégcsarnok, Székesfehérvár                  | Ferencvárosi TC                 | Lehel SC                  | 7–4     |
| 1992-1993 | 30 janvier 1993   | Népkerti Jégpálya, Miskolc                                      | Lehel HC                        | Miskolci HC               | 6–3     |
| 1993-1994 | 30 octobre 1993   | Ifjabb Ocskay Gábor Jégcsarnok, Székesfehérvár                  | Alba Volán SC                   | Ferencvárosi TC-Whirlpool | 5–4     |
| 1994-1995 | 31 octobre 1994   | Ifjabb Ocskay Gábor Jégcsarnok, Székesfehérvár                  | Ferencvárosi TC-Whirlpool       | Alba Volán SC             | 8–2     |
| 1995-1996 | 22 avril 1996     | Ifjabb Ocskay Gábor Jégcsarnok, Székesfehérvár                  | Dunaferr SE                     | Ferencvárosi TC-Whirlpool | 5–1     |
| 1996-1997 | 14 avril 1997     | Ifjabb Ocskay Gábor Jégcsarnok, Székesfehérvár                  | Dunaferr SE                     | Alba Volán SC-Riceland    | 7–2     |
| 1997-1998 | 19 avril 1998     | Ifjabb Ocskay Gábor Jégcsarnok, Székesfehérvár                  | Alba Volán SC-Riceland          | Dunaferr SE               | 4–2     |
| 1998-1999 | 24 janvier 1999   | Dunaújvárosi Jégpálya, Dunaújváros                              | Dunaferr SE                     | Alba Volán SC-Riceland    | 2–1 pr  |
| 1999-2000 | 7 février 2000    | Ifjabb Ocskay Gábor Jégcsarnok, Székesfehérvár                  | Alba Volán SC-FeVita            | Ferencvárosi TC-Whirlpool | 6–4     |
| 2001-2002 | 18 novembre 2001  | Népkerti Jégpálya, Miskolc                                      | Dunaferr SE                     | Alba Volán SC-FeVita      | 5–3     |
| 2002-2003 | 12 janvier 2003   | Nagyerdei Műjégpálya, Debrecen                                  | Dunaferr SE                     | Alba Volán SC-FeVita      | 2–1 ms  |
| 2003-2004 | 11 janvier 2004   | Újpesti Jégcsarnok, Budapest                                    | Dunaújvárosi AC                 | Alba Volán SC-FeVita      | 4–2     |
| 2004-2005 | 26 novembre 2004  | Dunaújvárosi Jégpálya, Dunaújváros                              | Alba Volán SC-FeVita            | Dunaújvárosi AC-Invitel   | 6–1     |
| 2006-2007 | 24 septembre 2006 | Miskolci Jégcsarnok, Miskolc                                    | Alba Volán SC-FeVita            | Dunaújvárosi AC-Invitel   | 5–2     |
| 2007-2008 | 29 décembre 2007  | Vákár Lajos Műjégpálya, Csíkszereda                             | Dunaújvárosi Acélbikák-Extra.hu | HC Csíkszereda            | 4–3 fus |
| 2009-2010 | 30 décembre 2009  | Dunaújvárosi Jégpálya, Dunaújváros                              | Dab.Docler                      | Újpesti TE                | 6–1     |
| 2010-2011 | 30 janvier 2011   | Miskolci Jégcsarnok, Miskolc                                    | Dab.Docler                      | Vasas HC                  | 5–3     |
| 2011-2012 | 2 mars 2012       | Dunaújvárosi Jégpálya, Dunaújváros                              | Dab.Docler                      | Miskolci JJSE             | 5–0     |
| 2012-2013 | 28 mars 2013      | Miskolci Jégcsarnok, Miskolc                                    | Sapa Fehérvár AV19              | Miskolci JJSE             | 4–0     |
| 2013-2014 | 30 mars 2014      | Miskolci Jégcsarnok, Miskolc Dunaújvárosi Jégpálya, Dunaújváros | Dab.Docler (6)                  | Sapa Fehérvár AV19        | F4      |
| 2014-2015 | 28 mars 2015      | Ifjabb Ocskay Gábor Jégcsarnok, Székesfehérvár                  | Miskolci Jegesmedvék (6)        | Sapa Fehérvár AV19        | 3-2 P.  |
| 2015-2016 | 27 mars 2016      | Tüskecsarnok , Budapest                                         | Sapa Fehérvár AV19 (7)          | DVTK Jegesmedvék          | 4-1     |
| 2016-2017 | 28 janvier 2017   | Miskolci Jégcsarnok, Miskolc                                    | MAC Budapest (1)                | DVTK Jegesmedvék          | 3-2     |
| 2017-2018 | 20 janvier 2018   | Miskolci Jégcsarnok, Miskolc                                    | DVTK Jegesmedvék (7)            | Újpesti TE                | 4-0     |
| 2018-2019 | 22 janvier 2019   | Ifjabb Ocskay Gábor Jégcsarnok, Székesfehérvár                  | Sapa Fehérvár AV19 (8)          | MAC Budapest              | 6-3     |
| 2019-2020 | 19 janvier 2020   | Miskolci Jégcsarnok, Miskolc                                    | Ferencvárosi TC (15)            | Sapa Fehérvár AV19        | 6-3     |
| 2020-2021 | 3 avril 2021      | Nagyerdei Műjégpálya, Debrecen                                  | Debreceni EAC (1)               | Sapa Fehérvár AV19        | 5-4 P.  |
| 2021-2022 | 23 janvier 2022   | Nagyerdei Műjégpálya, Debrecen                                  | Debreceni EAC (2)               | Sapa Fehérvár AV19        | 4-3     |
| 2022-2023 | 29 janvier 2023   | Tüskecsarnok , Budapest                                         | Budapest JAHC (2)               | Sapa Fehérvár AV19        | 3-2 fus |

La Coupe de Hongrie n'a pas été organisée lors des saisons 1966-1967, 1972-1973, 1982-1983, 1986-1987, 2000-2001, 2005-2006 et 2008-2009.